# Alvar Svanborg
Alvar Svanborg, född 15 november 1921 i Umeå stadsförsamling, död 15 juli 2009 i Örgryte församling i Göteborg, var en svensk läkare.
Svanborg blev medicine doktor vid Karolinska Institutet 1951 på avhandlingen Studies on Renal Hyperlipemia. Han var 1978–1988 professor i geriatrik och långvårdsmedicin vid Göteborgs universitet. Efter pensioneringen var han under flera år professor vid avdelningen för geriatrisk medicin vid University of Illinois Chicago.
År 1971 inledde Svanborg H70-undersökningen, en omfattande longitudinell och epidemiologisk hälsoundersökning av 70-åringar.